# Север штата Рорайма (мезорегион)

Север штата Рорайма на карте.

Север штата Рорайма (порт. Mesorregião do Norte de Roraima) — административно-статистический мезорегион в Бразилии, входит в штат Рорайма. Население составляет 362 681 человек на 2010 год. Занимает площадь 98 547 км². Плотность населения — 3,68 чел./км².

## Демография
Согласно сведениям, собранным в ходе переписи 2010 г. Национальным институтом географии и статистики (IBGE), население мезорегиона составляет:
| Полное население                            | Полное население                            | Полное население                            | Полное население                            | 362 681 |
| ------------------------------------------- | ------------------------------------------- | ------------------------------------------- | ------------------------------------------- | ------- |
| в том числе:                                | Городское население                         | 297 729                                     | Процент городского населения, %             | 82,09   |
|                                             | Сельское население                          | 64 952                                      | Процент сельского населения, %              | 17,91   |
|                                             | Мужское население                           | 182 311                                     | Процент мужского населения, %               | 50,27   |
|                                             | Женское население                           | 180 370                                     | Процент женского населения, %               | 49,73   |
| Плотность населения, чел/км²                | Плотность населения, чел/км²                | Плотность населения, чел/км²                | Плотность населения, чел/км²                | 3,68    |
| Население мезорегиона в % к населению штата | Население мезорегиона в % к населению штата | Население мезорегиона в % к населению штата | Население мезорегиона в % к населению штата | 80,51   |

## Статистика
- Валовой внутренний продукт на 2003 составляет 1 417 590 435,00 реалов (данные: Бразильский институт географии и статистики).
- Валовой внутренний продукт на душу населения на 2003 составляет 4815,96 реалов (данные: Бразильский институт географии и статистики).

## Состав мезорегиона
В мезорегион входят следующие микрорегионы:
1. Боа-Виста
2. Нордести-ди-Рорайма